# Нова комедија
Нова комедија (или шпанска комедија како је неки зову) је посебна врста драмског дела шпанског Златног века (16. век и 17. век). Такође се користе и називи национални или класични театар Златног века (шп. teatro nacional o clásico de Siglo de Oro). Њен творац је Лопе де Вега, најплоднији драматург тог доба. Своју поетику Лопе де Вега ће изложити 1609. године у делу Нова уметност писања комедија (шп. Arte nuevo de hacer comedias).

## Основне карактеристике нове комедије
Иако је био веома познат драматург још од 1583, Лопе де Вега ће тек 1609. године написати одбрану и основне постулате своје уметности.
Нова комедија, према Лопе де Веги:
1. Меша комично и трагично — Брише се јасно разграничење између класичне комедије и класичне трагедије. Такође се мешају: а) ликови — ликови племића високог сталежа и обичног народа; б) теме - озбиљне теме, са комичним. У класичном театру, особе високог сталежа су се појављивале само у трагедијама, а особе ниског сталежа и из народа у комедијама. Нова комедија одбацује ту поделу. У истом делу, могу да се појаве и ликови из народа и ликови високих сталежа, као и да се у радњи меша трагично и комично.
2. Не поштује јединство времена и простора — Класичан театар је поштовао јединство времена, простора и радње, што значи, цео комад се дешава у једном времену и једном простору. За разлику од класичног театра, у новој комедији радња може да траје колико је то год потребно, и различити делови драмског дела могу да се дешавају у различитим епохама. С тим у вези, радња такође може да се одвија на различитим местима. Једино јединство које Лопе и даље поштује, је јединство радње, мада ни то не поштује увек, с обзиром да често убацује споредне епизоде које немају никакве везе са главном радњом.
3. Полимтеричке је природе — Захтева различите метричке форме у зависности од драмских ситуација. Тако се користи романса за приповедање, сонет за монологе, редондиље за живахне разговоре, итд.
4. Води рачуна о веродостојности ликова — Ликови морају да говоре у складу са својим друштвеним статусом и образовањем.
5. Угађа публици — Радња треба да буде вођена у складу са веровањима и моралним вредностима публике.
6. Има велику тематску разноврсност — авантуристичке, историјске, митолошке, адаптације књижевних дела, теме из Романсера, урбане теме, руралне теме, итд.
7. Поседује сталне ликове — а) ауторитет, - обично краљ, као врховни арбитар у сукобима. У новој комедији, краљ је увек тај који се појављује на крају као заштитник народа и кажњава обесног племића. б) дама - Обично је наивна, али крајње одлучна и сналажљива. ц) јунак - у овом лику су садржане све врлине од којих би се можда могле издвојити одважност и срчаност као најистакнутије. Такође д) негативац — сушта супротног јунаку. и е) слуге претходна три лика, који такође имају улогу шерета (шп. gracioso). Основне особине ових ликова су комичност, верност, сналажљивост и практичност[3].

## Тематика, класификација, извори
Тематика нове комедије је изузетно разноврсна. Обрађују се најразличитије теме, од религиозних, до љубавних. Централни мотиви су љубав и част.
Веома је тешко направити неку класификацију јер се обично у једној комедији испреплитало више тема. Менендез и Пелајо је понудио једну класичну поделу према садржајима: библијске теме, историјске, митолошке, витешке, легендарне, хагиографске, итд.
Посебно су се истицале костумбристичке комедије, које су обрађивале теме части, љубави и морала. Ту се убрајају комедије плашта и мача (шп. comedias de capa y espada) које су обично обрађивале част и љубав и чији су ликови обично били припадници средњег сталежа, комедије заплета (шп. comedias de enredo) у којима се обично заплет радње врти око неспоразума, комедије карактера (шп. comedias de carácter) и комедије карикатуре (шп. comedias de figurón) у којима су се карикирале и увеличавале одређене особине главног лика у циљу критике, као на пример, глупост, себичност, подлост, итд.
Извори су најразличитији. Хагиографије, историја, народне пословице и предања, књижевност, народна традиција, Романсеро. Понекад су била довољна два стиха неке давно заборављене легенде, као што је то био случај са Лопе де Вегиним делом Витез из Олмеда (шп. Caballero de Olmedo).

## Структура нове комедије
За разлику од класичног театра који је делио позоришне комаде на пет чинова, нова комедија је подељена на три чина (шп. actos o jornadas).
На самом почетку, пре почетка представе приказивала се лоа (шп. loa) уз гитару. Лоа је кратак позоришни комад, углавном у облику монолога који има за задатак да припреми публику за главну позоришну представу. Обично је садржала кратак сиже радње главне представе.
Између првог и другог чина, Лопе де Вега уводи међуигру или ентремес (шп. entremes) - кратка комична једночинка - у наративном облику. Између другог и трећег чина, следи још један ентремес, овог пута уз игру и песму. Такође су се приказивале и хакаре (шп. jácara), кратки позоришни комади сатиричног карактера Хакаре су се обично давале након ентремеса.
На крају представе, мохиганга (шп. mojiganga), и крај феште (шп. fin de fiesta). Мохиганга је кратак комад комично-бурлескног карактера који се пева и игра на крају представе.

## Место и време давања представа
Представе су обично почињале између два и четири по подне и трајале су више часова. Углавном су се завршавале пре смркавања. Првобитно су се давале на импровизованим позорницама, али су почетком XVI века прешле у такозване корале (шп. corrales). Корали су били у ствари унутрашња дворишта зграда која су се адаптирала у позорнице. Племство и угледни људи су заузимали места на терасама и галеријама зграда, а прост народ је био смештен у самом дворишту, испред позорнице, са поделом на женски и мушки део. Представе су се обично давале под ведрим небом и ако би падала киша, представе су биле отказиване. Касније су се првобитно покривале само галерије, а после тога и цео корал како би се публика заштитила од временских непогода. Комедију је писао „поета“ по наруџбини власника корала, коме је уједно и уступао сва права за одређену суму новца, тако да је комедија могла бити слободно прерађивана и прилагођавана сценарију који је био више него скроман, али је зато поседовао веома развијену механизацију - платформе које су се померале, дизалице које су чиниле да глумци лете по ваздуху, да као свеци силазе са неба итд. Комади су се обично приказивали три до четири дана, неке чак и само један дан, са изузетком оних које су имале изузетно велики успех - такве су остајале на програму до 15 дана.
Најпознатији су били Корал де ла круз (шп. Corral de la Cruz). (у Мадриду, отворен 1579. и Корал дел принсипе (шп. Corral del Príncipe) 1582..

## Драматурзи нове комедије
- Лопе де Вега
- Гиљен де Кастро
- Тирсо де Молина
- Хуан Руиз де Аларкон
- Педро Калдерон де ла Барка